# Мелен (проєкт)

Схема водогону Мелен

Мелен — проєкт перекидання води річки Мелен до Стамбулу низкою водогонів. Є найбільшим проєктом водопостачання у Туреччині.

## Будівництво водогону
Брак питної води у Стамбулі став відчутним на початку 1990-х через швидке зростання населення, що збільшилось через міграцію, стали відчутні проблеми з водопостачанням як населення, так і промислових підприємств. Тому зародилась ідея будівництва водогону.  
Згідно прогнозів населення Стамбула сягне у 2040 до 17 млн, тоді річна потреби у воді складе 1997 млн м³/рік. Проєкт підготовлено DSI у 1997 році, будівництво розпочалося у 2001. Перший етап проєкту було завершено 20 жовтня 2007 року. Водогоном  постачається 268 млн м³ води на першому етапі і 1,180 млн м³ води на третьому етапі спорудження. 

## Резервуар Мелен

### І стадія проєкту
На І стадії проєкту, вода з водосховища Мелен закачується у резервуар Мелен насосною станцією Мелен водогоном завдовжки 1,75 км. Вода з резервуару прямує трубопроводом завдовжки 129,6 км і тунелем Шиле-Алачали завдовжки 3,8 км до водосховища Алачали. Далі вода прямує до станції водоочищення Джумхуріет (ім. Республіки) тунелем Алачали-Омерлі-Хамідіє завдовжки 8,00 км і сталевою трубою завдовжки 8,9 км (на цій ділянці все самоплином). Якщо це необхідно, то надлишок води з системи Мелен може бути скинуто у водосховище Омерлі по відгалуженню від тунелю Алачали-Омерлі-Хамідіє. Потужність станції водоочищення Джумхуріет становить 720 000 м³/добу.
Від станції водоочищення Джумхуріет вода насосами подається до водонакопичувача напорним водогоном завдовжки 3,9 км. Далі вода прямує Босфорським тунелем завдовжки 5,551 м, 135 м від поверхні моря і подається до водорозподільного центру Кагитхане.

### II та III етап проєкту
На етапі II та III буде споруджено відповідно Другий і Третій водогони та перекачуваючі станції.

## Ресурси Інтернету
- İSKİ Genel Müdürü, Büyük Melen Projesi’ne ‘gereksiz’ dedi
- Melen’de Sona Geliniyor
- XIVst  REGIONAL  DIRECTORATE  OF  STATE  HYDRAULIC  WORKS -ISTANBUL [Архівовано 9 листопада 2015 у Wayback Machine.]
- İstanbul'un Çevre ve Su Gündemi Masaya Yatırıldı [Архівовано 3 березня 2016 у Wayback Machine.]